# Diarmait mac Énnai
Diarmait mac Énnai (mort en 1098) est un roi de Leinster issu des Uí Cheinnselaigh. Il règne de 1095 à 1098.

## Règne
Diarmait mac Énnai est le fils de Énna Bacach mac Diarmata lui même fils cadet de Diarmait mac Mail na mBo. Il succède à son père tué dans un conflit de succession familial interne  Son pouvoir semble avoir été aussi contesté et son règne est court car dès 1098 il est lui même tué par ses cousins, les fils de Murchad mac Diarmata dont le cadet Donnchad mac Murchada lui succède,

## Sources
- Annales d'Ulster CELT: Corpus of Electronic Texts at University College Cork
- Annales d'Innisfallen CELT: Corpus of Electronic Texts at University College Cork
- (en) Francis John Byrne (2001), Irish Kings and High-Kings, Dublin: Four Courts Press,  (ISBN 978-1-85182-196-9)